# 莲花厅
莲花厅，清朝的厅。
乾隆八年（1743年）分永新县西北境、安福县西境置，治所在今江西省莲花县。因治所莲花桥而得名。属吉安府。1912年废，改为莲花县。